# Dommiers
Dommiers est une commune française située dans le département de l'Aisne en région Hauts-de-France.

## Géographie

### Quartiers, hameaux, lieux-dits et écarts
- Ferme de la Glaue, à l'est du village.

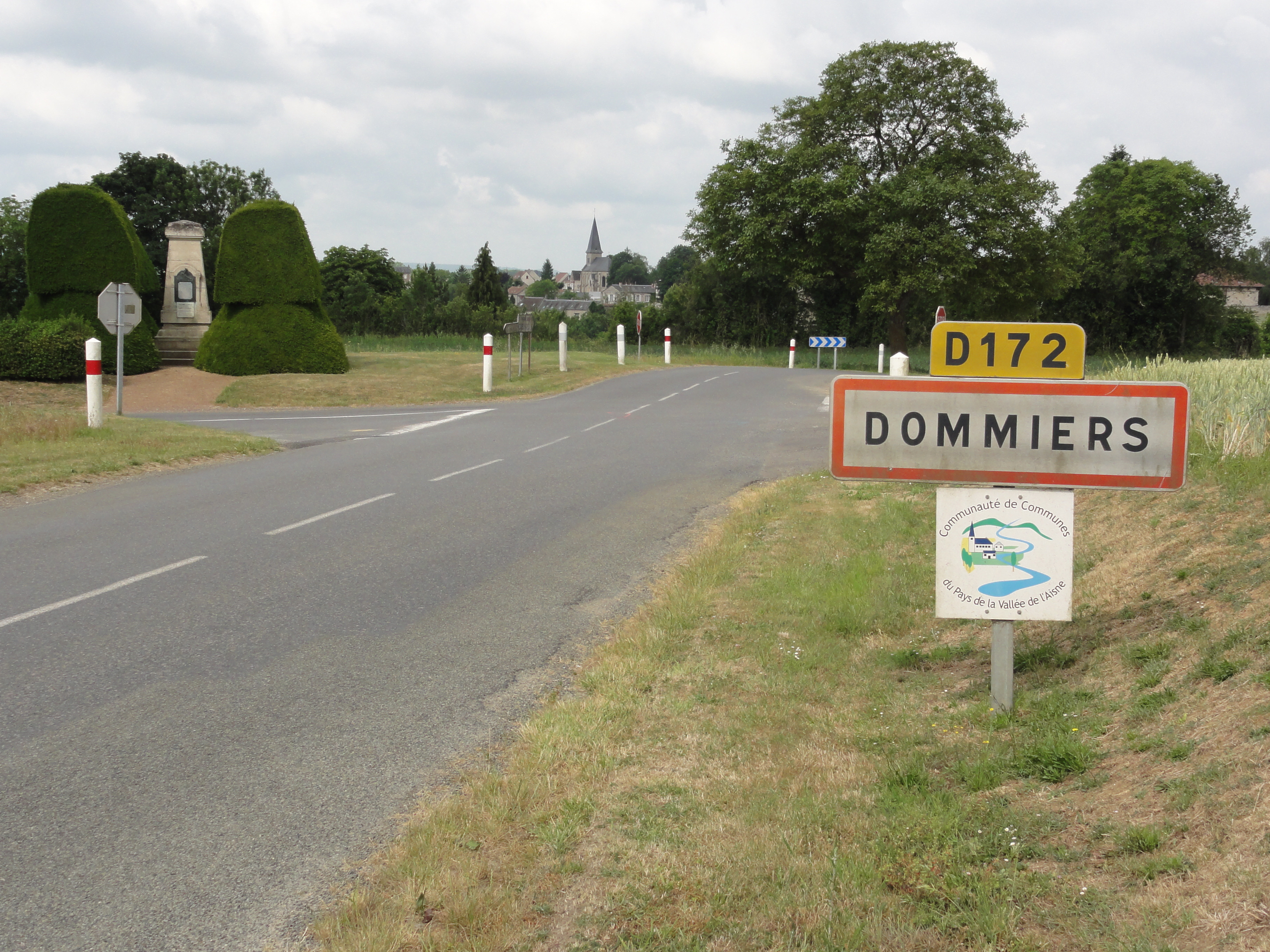
Entrée de Dommiers un peu avant le monument aux morts.
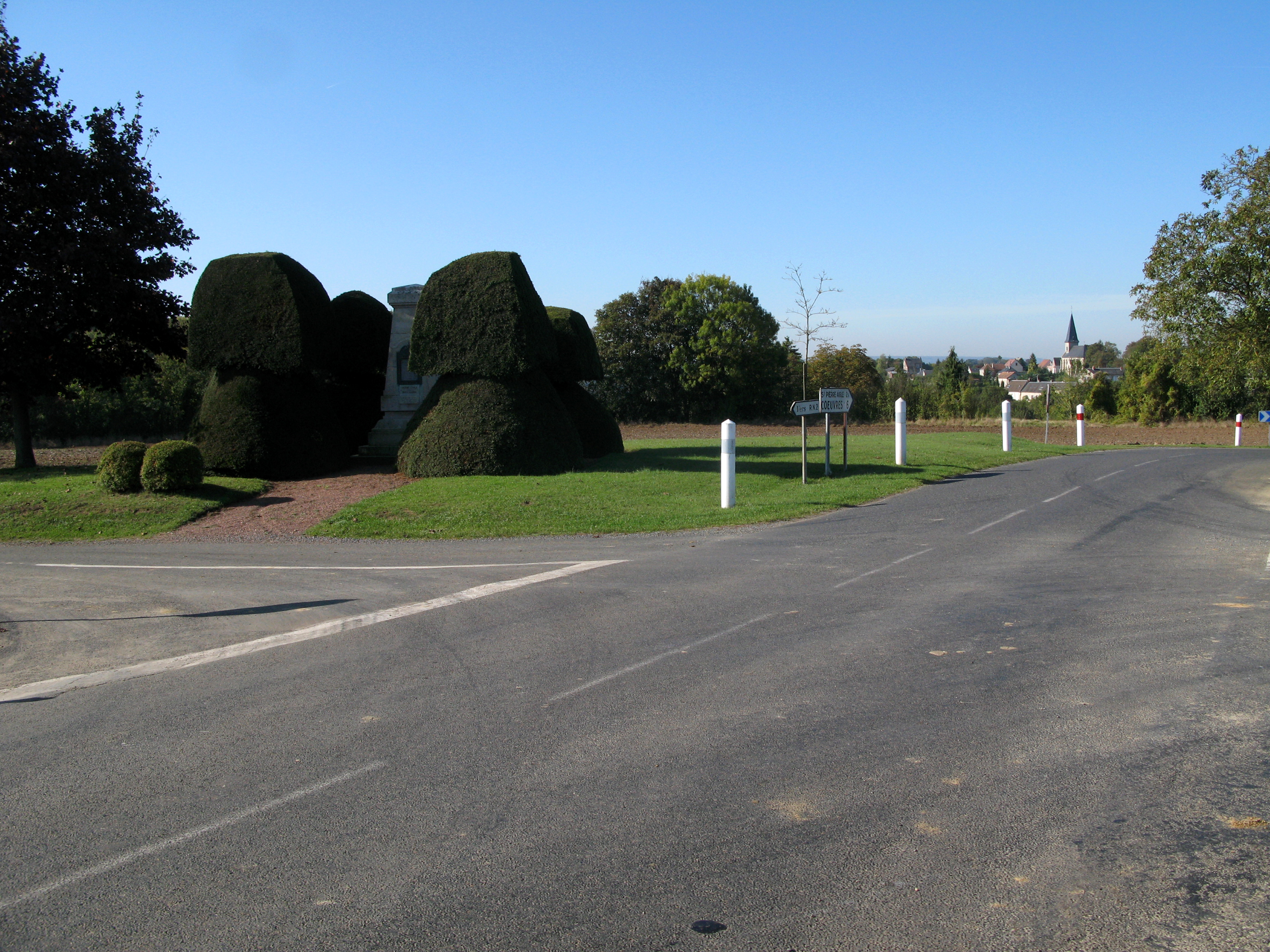
Carrefour du monument aux morts, à l'est du village, où un chemin à droite mène à la ferme de la Glaue.

### Hydrographie
La commune est située dans le bassin Seine-Normandie. Elle est drainée par le ru de Saint-Pierre-Aigle et divers autres petits cours d'eau,.

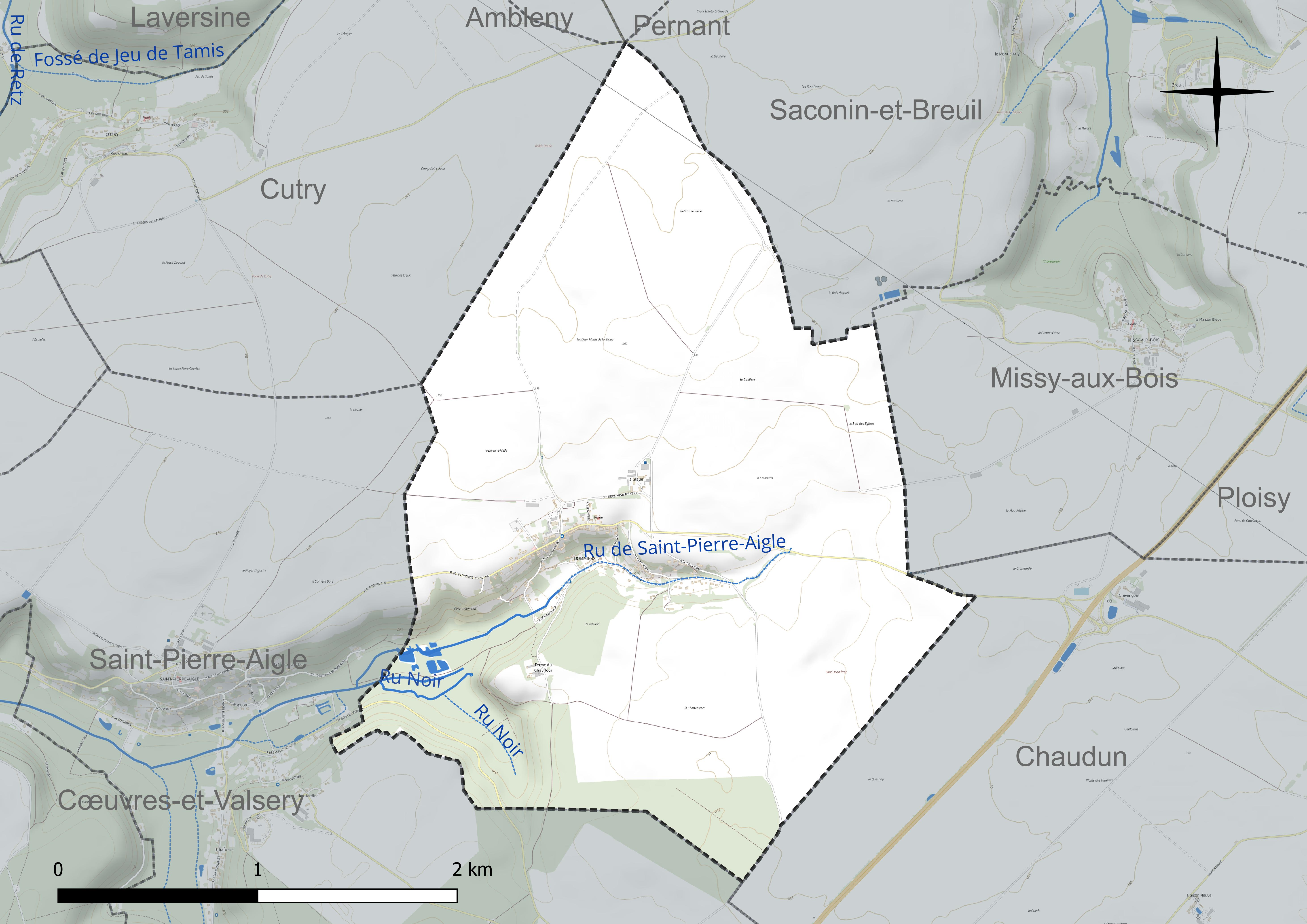
Réseau hydrographique de Dommiers.

### Climat
Pour des articles plus généraux, voir Climat des Hauts-de-France et Climat de l'Aisne.
En 2010, le climat de la commune est de type climat océanique dégradé des plaines du Centre et du Nord, selon une étude du CNRS s'appuyant sur une série de données couvrant la période 1971-2000. En 2020, Météo-France publie une typologie des climats de la France métropolitaine dans laquelle la commune est exposée à un climat océanique altéré et est dans la région climatique Nord-est du bassin Parisien, caractérisée par un ensoleillement médiocre, une pluviométrie moyenne régulièrement répartie au cours de l'année et un hiver froid (3 °C).
Pour la période 1971-2000, la température annuelle moyenne est de 10,4 °C, avec une amplitude thermique annuelle de 15,1 °C. Le cumul annuel moyen de précipitations est de 722 mm, avec 12,3 jours de précipitations en janvier et 8,9 jours en juillet. Pour la période 1991-2020, la température moyenne annuelle observée sur la station météorologique la plus proche, située sur la commune de Braine à 23 km à vol d'oiseau, est de 11,3 °C et le cumul annuel moyen de précipitations est de 662,7 mm,. Pour l'avenir, les paramètres climatiques de la commune estimés pour 2050 selon différents scénarios d'émission de gaz à effet de serre sont consultables sur un site dédié publié par Météo-France en novembre 2022.

## Urbanisme

### Typologie
Au 1er janvier 2024, Dommiers est catégorisée commune rurale à habitat dispersé, selon la nouvelle grille communale de densité à 7 niveaux définie par l'Insee en 2022.
Elle est située hors unité urbaine. Par ailleurs la commune fait partie de l'aire d'attraction de Soissons, dont elle est une commune de la couronne,. Cette aire, qui regroupe 92 communes, est catégorisée dans les aires de 50 000 à moins de 200 000 habitants,.

### Occupation des sols
L'occupation des sols de la commune, telle qu'elle ressort de la base de données européenne d'occupation biophysique des sols Corine Land Cover (CLC), est marquée par l'importance des territoires agricoles (77,6 % en 2018), une proportion sensiblement équivalente à celle de 1990 (77,7 %). La répartition détaillée en 2018 est la suivante : 
terres arables (77,6 %), forêts (16 %), zones urbanisées (6,4 %).
L'évolution de l'occupation des sols de la commune et de ses infrastructures peut être observée sur les différentes représentations cartographiques du territoire : la carte de Cassini (XVIIIe siècle), la carte d'état-major (1820-1866) et les cartes ou photos aériennes de l'IGN pour la période actuelle (1950 à aujourd'hui).

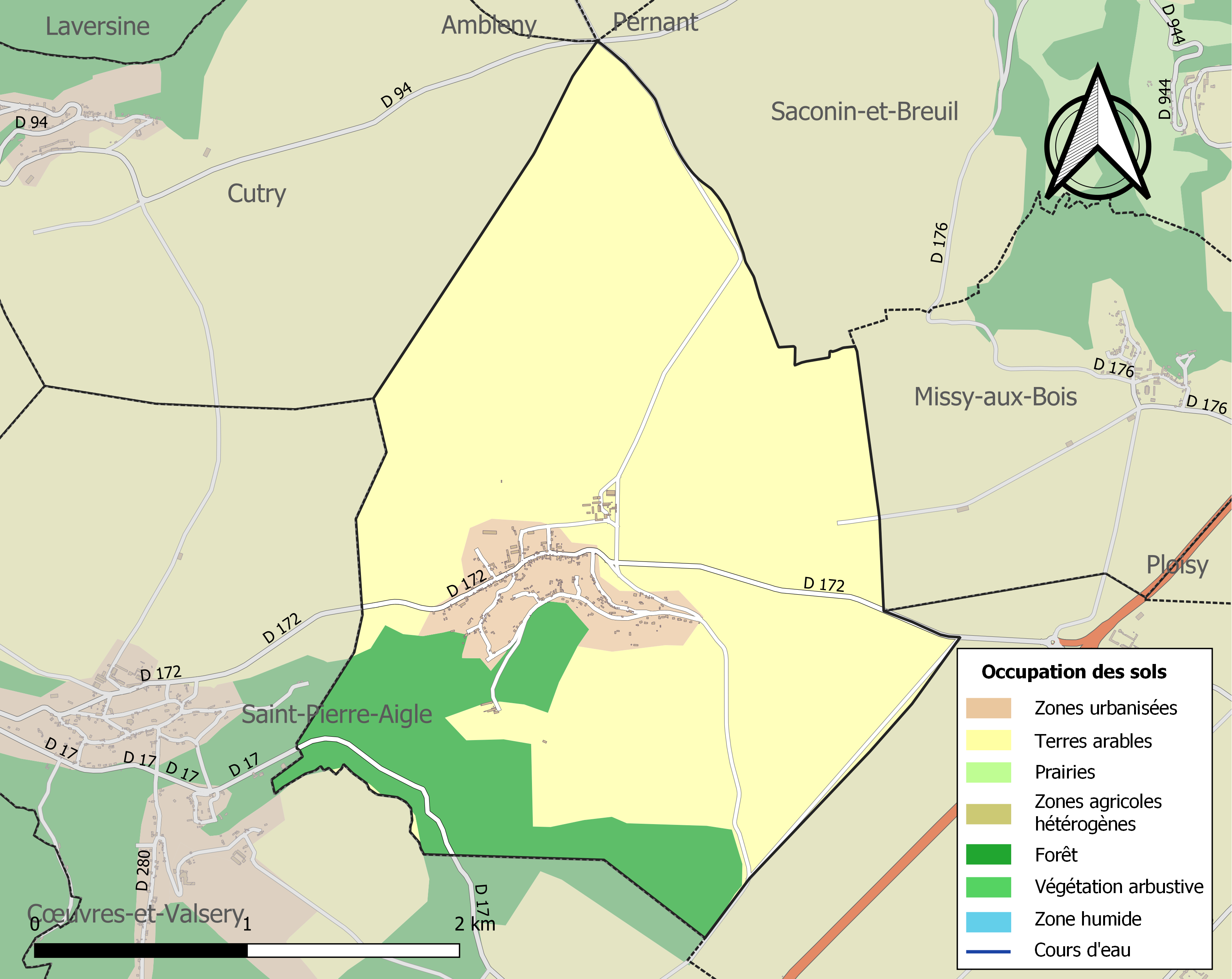
Carte des infrastructures et de l'occupation des sols de la commune en 2018 (CLC).

## Toponymie
Le nom de la localité est attesté sous les formes Domarie (1110) ; Domarium (1179) ; Domiers (1200) ; Dommies (1206) ; Doumiers (1236) ; Dommières (1268) ; Dompmiers (1502) ; Dommyer (1589) ; Dommier (1733).

## Politique et administration

### Découpage territorial
La commune de Dommiers est membre de la communauté de communes Retz-en-Valois, un établissement public de coopération intercommunale (EPCI) à fiscalité propre créé le 1er janvier 2017 dont le siège est à Villers-Cotterêts. Ce dernier est par ailleurs membre d'autres groupements intercommunaux.
Sur le plan administratif, elle est rattachée à l'arrondissement de Soissons, au département de l'Aisne et à la région Hauts-de-France. Sur le plan électoral, elle dépend du  canton de Vic-sur-Aisne pour l'élection des conseillers départementaux, depuis le redécoupage cantonal de 2014 entré en vigueur en 2015, et de la quatrième circonscription de l'Aisne  pour les élections législatives, depuis le dernier découpage électoral de 2010.

### Administration municipale
| Période                                  | Période                   | Identité           | Étiquette | Qualité                                                   |
| ---------------------------------------- | ------------------------- | ------------------ | --------- | --------------------------------------------------------- |
| Les données manquantes sont à compléter. |                           |                    |           |                                                           |
| 1987                                     | En cours (au 26 mai 2020) | Jean-Pascal Berson | DVD       | Retraité de l'agriculture Réélu pour le mandat 2020-2026, |

## Démographie
L'évolution du nombre d'habitants est connue à travers les recensements de la population effectués dans la commune depuis 1793. Pour les communes de moins de 10 000 habitants, une enquête de recensement portant sur toute la population est réalisée tous les cinq ans, les populations de référence des années intermédiaires étant quant à elles estimées par interpolation ou extrapolation. Pour la commune, le premier recensement exhaustif entrant dans le cadre du nouveau dispositif a été réalisé en 2004.

En 2022, la commune comptait 306 habitants, en évolution de +6,62 % par rapport à 2016 (Aisne : −1,97 %, France hors Mayotte : +2,11 %).
| 1793 | 1800 | 1806 | 1821 | 1831 | 1836 | 1841 | 1846 | 1851 |
| ---- | ---- | ---- | ---- | ---- | ---- | ---- | ---- | ---- |
| 400  | 328  | 382  | 347  | 471  | 507  | 501  | 465  | 464  |

| 1856 | 1861 | 1866 | 1872 | 1876 | 1881 | 1886 | 1891 | 1896 |
| ---- | ---- | ---- | ---- | ---- | ---- | ---- | ---- | ---- |
| 475  | 474  | 477  | 442  | 424  | 438  | 441  | 455  | 422  |

| 1901 | 1906 | 1911 | 1921 | 1926 | 1931 | 1936 | 1946 | 1954 |
| ---- | ---- | ---- | ---- | ---- | ---- | ---- | ---- | ---- |
| 380  | 376  | 303  | 202  | 306  | 318  | 317  | 367  | 343  |

| 1962 | 1968 | 1975 | 1982 | 1990 | 1999 | 2004 | 2006 | 2009 |
| ---- | ---- | ---- | ---- | ---- | ---- | ---- | ---- | ---- |
| 284  | 260  | 258  | 221  | 252  | 279  | 301  | 303  | 288  |

| 2014 | 2019 | 2022 | - | - | - | - | - | - |
| ---- | ---- | ---- | - | - | - | - | - | - |
| 291  | 292  | 306  | - | - | - | - | - | - |

## Culture locale et patrimoine

### Lieux et monuments
- Église Notre-Dame-de-l'Assomption de Dommiers, reconstruite après 1918.
- Monument aux morts, sur lequel sont gravés 18 noms[23].
- Sur la mairie, deux plaques de la Societé coopérative de reconstruction.
- Calvaire, mémorial de la 1e Division Américaine.
- Une plaque commémorant Jean Baptiste Blanceart et une stèle commémorant Charles Pierre Caille.
- Lavoir avec 2 plaques commémorant les guerres 1914-1918 et 1939-1945.
- Fontaine.
- Ferme de la Glaue, encore entourée de son enceinte et ayant conservé son porche d'entrée voûté et son colombier octogonal.

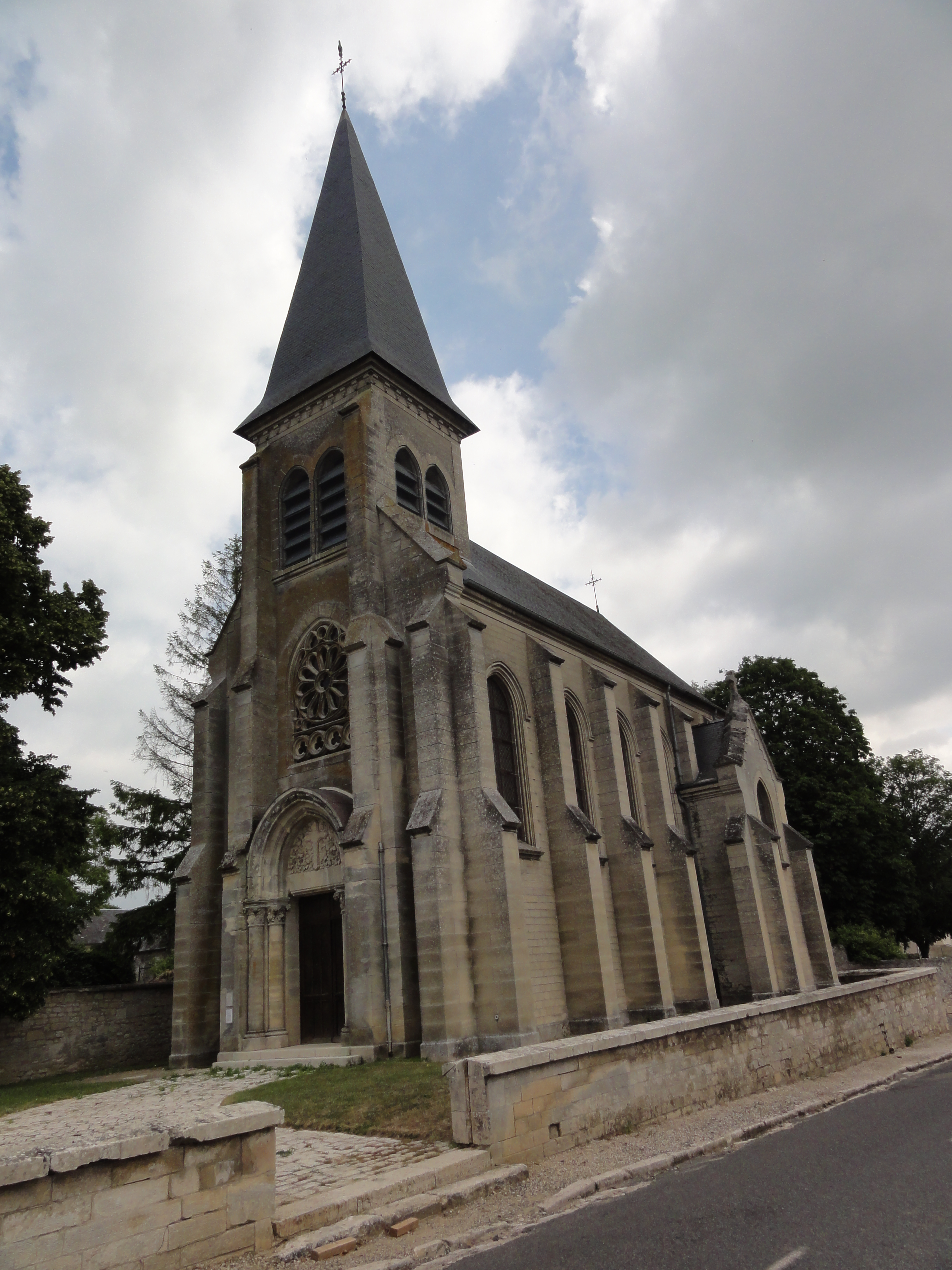
L'église Notre-Dame.
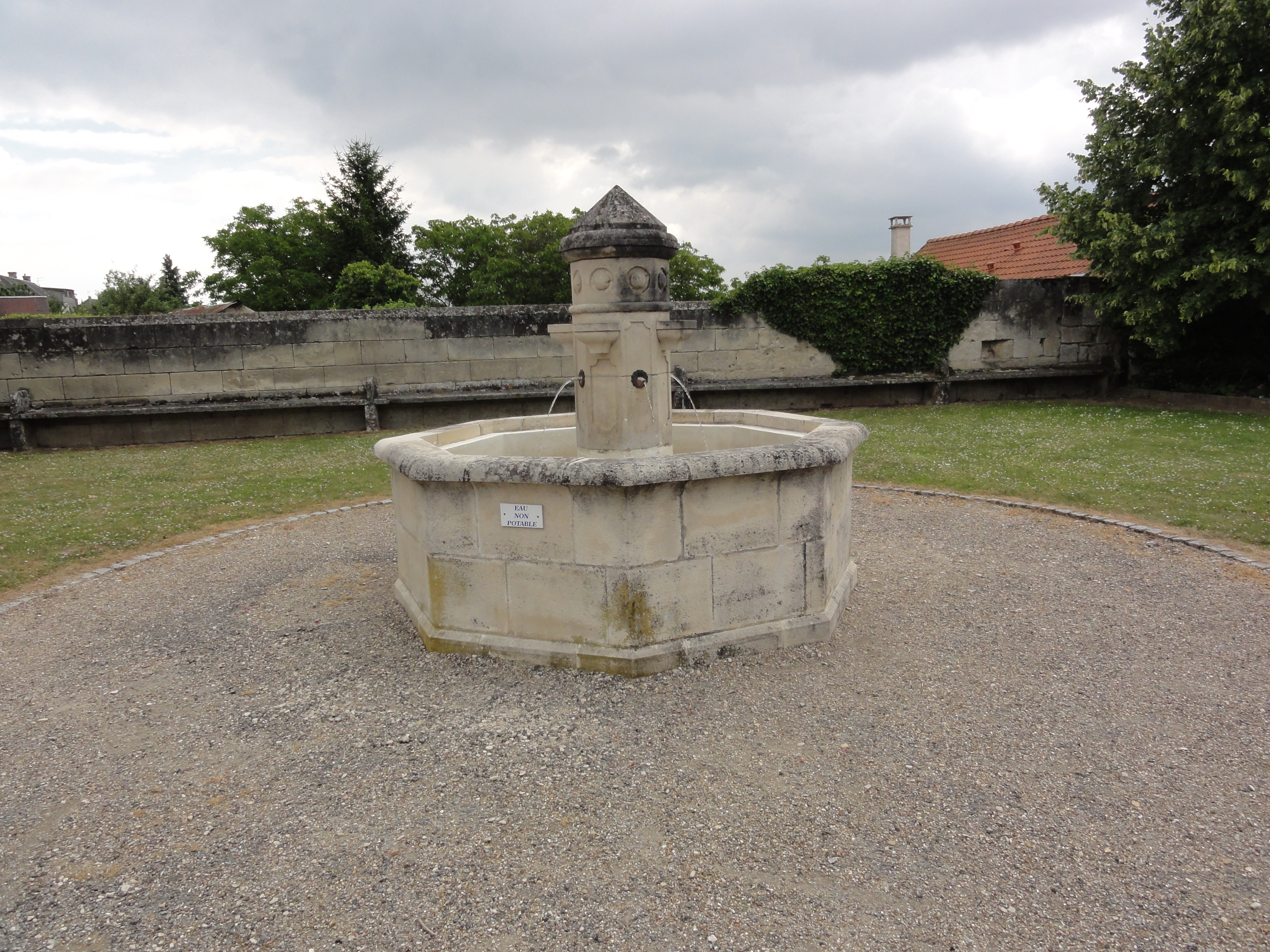
La fontaine.
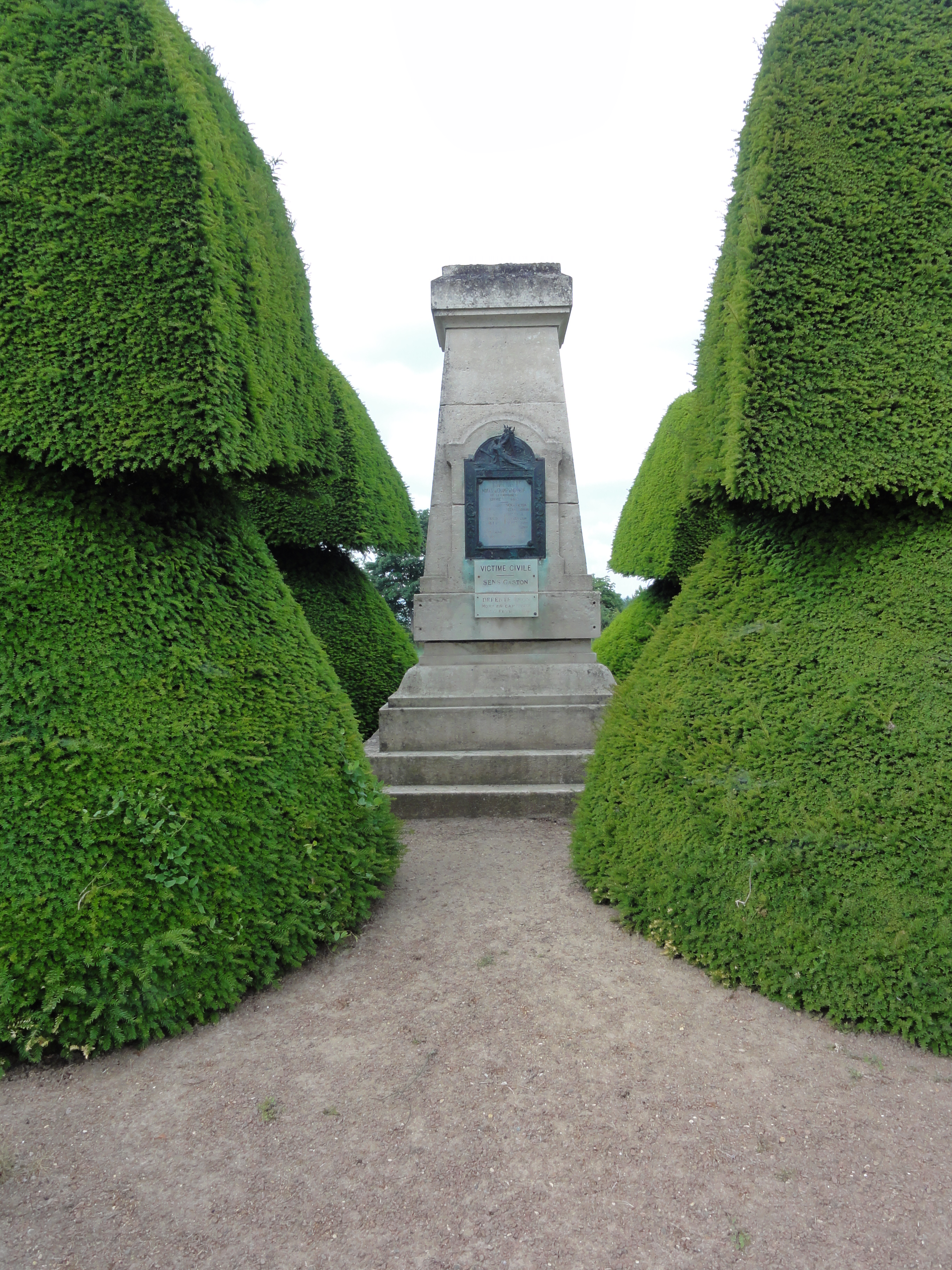
Le monument aux morts.
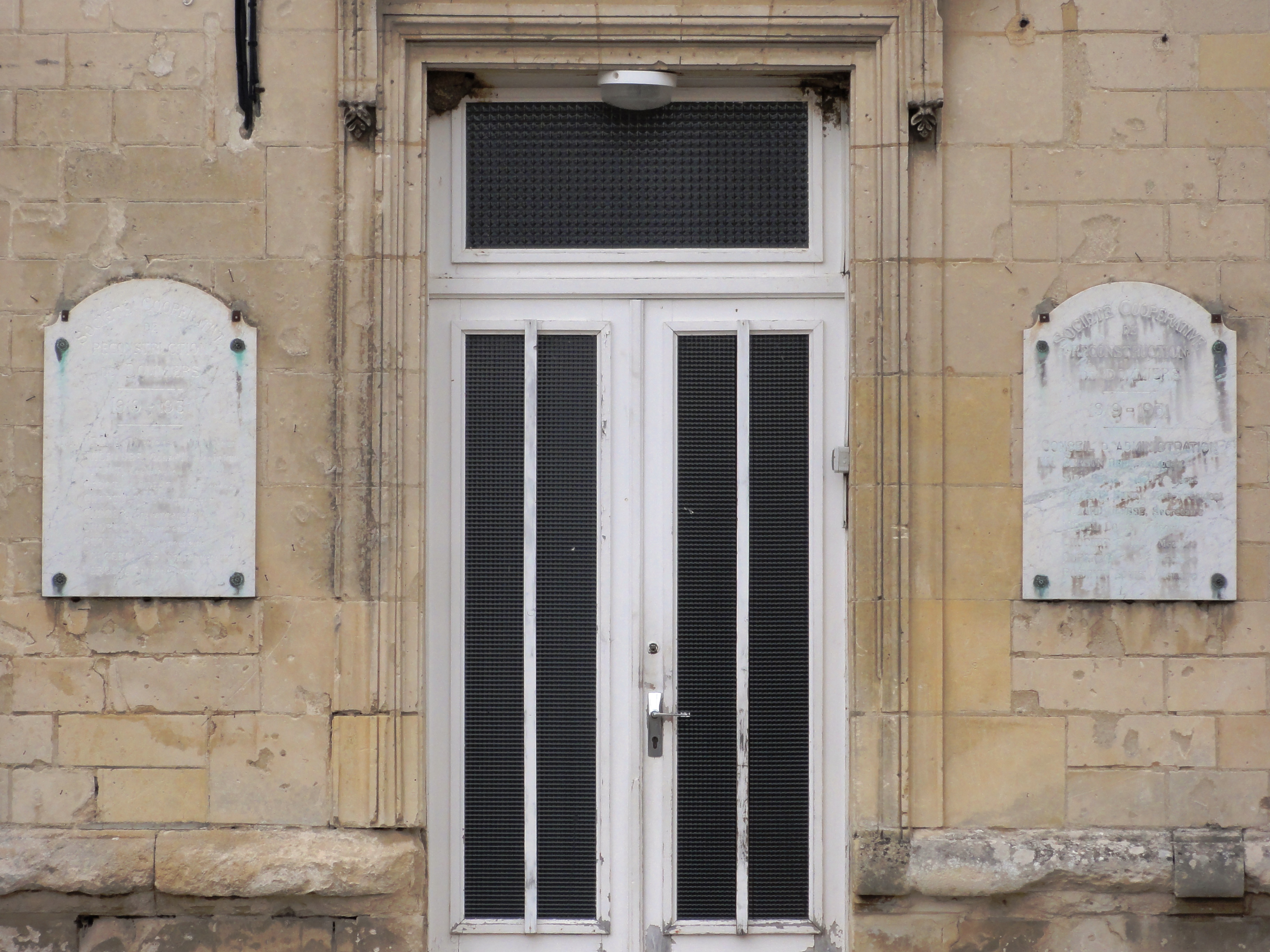
Les  plaques Société coopérative de reconstruction sur la mairie.

## Pour approfondir